# محمدمهدی عبدخدایی
محمدمهدی عبدخدایی (زاده اردیبهشت‌ماه ۱۳۱۵ در مشهد) از اعضای تشکیلات بنیادگرای شیعی فدائیان اسلام و دبیرکل جمعیت فدائیان اسلام است. از اقدامات او می‌توان به ترور نافرجام حسین فاطمی وزیر خارجه محمد مصدق در سال ۱۳۳۰ اشاره کرد.

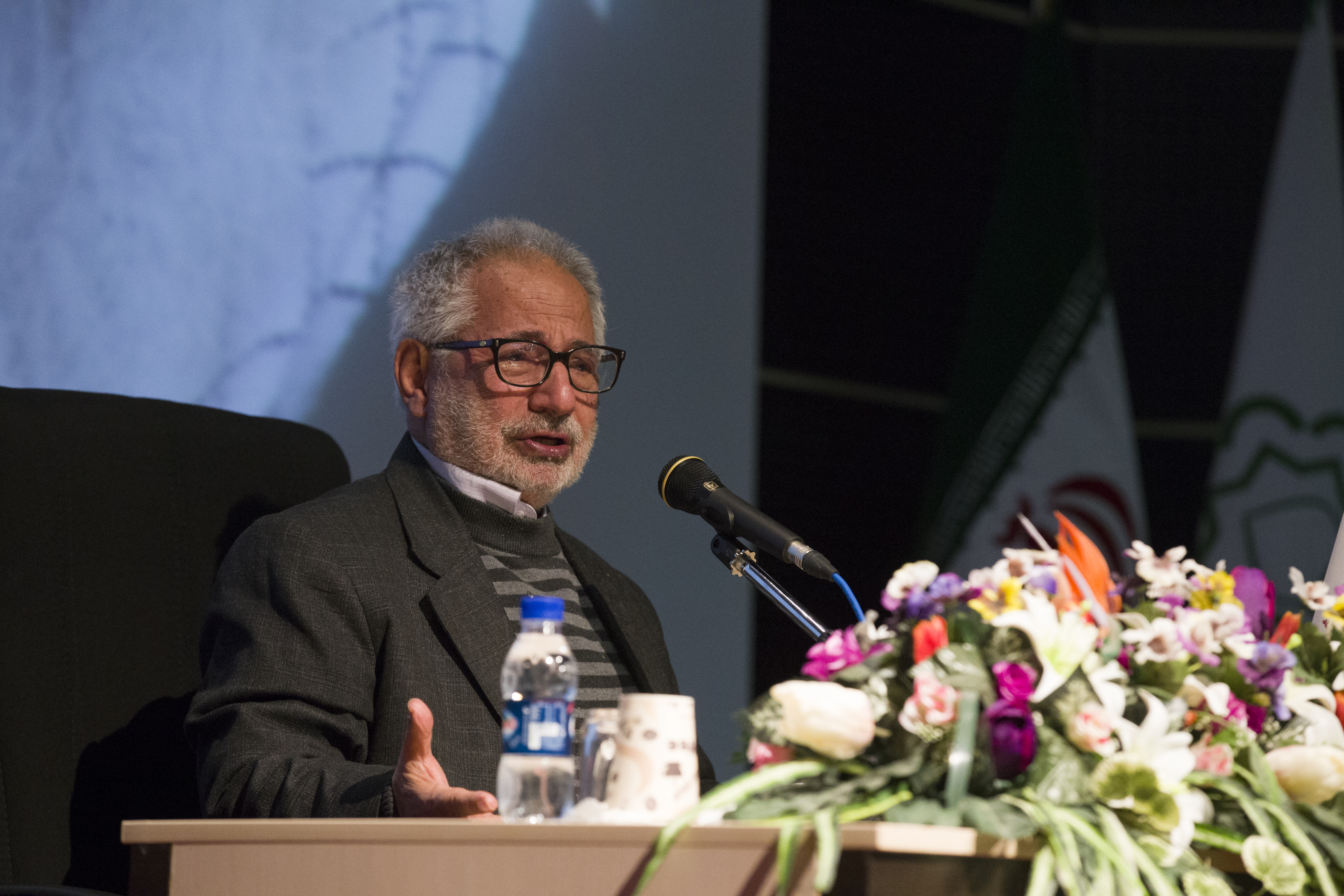
عبدخدایی در یک همایش شهرداری قم مشغول به سخنرانی دربارهٔ گروه فدائیان اسلام

## زندگی
محمد مهدی عبدخدایی در اردیبهشت ماه سال ۱۳۱۵ در مشهد متولد شد. پدرش، شیخ غلامحسین ترک تبریزی اهل وایقان از توابع آذربایجان شرقی بود.
۱۰ سال بیشتر نداشت که پس از ترور کسروی، در منزل پدری‌اش با سید مجتبی نواب‌صفوی آشنا شد.
محمد مهدی در دوران نوجوانی به تهران رفت و در بازار تهران مشغول به کار شد،
در همان زمان به عضویت فدائیان اسلام درآمد، زمانی که نواب صفوی در زندان به سر می‌برد، عبدخدایی به فرمان سید عبدالحسین واحدی مأموریت یافت تا حسین فاطمی وزیر امور خارجه کابینه محمد مصدق را ترور کند.
عبدخدایی پس از ترور فاطمی که تنها به مجروح شدن او منجر گردید، به علت سن کم به ۲۰ ماه زندان محکوم شد.
او پس از آزادی به تحصیل علوم دینی پرداخت و در تمام فعالیت‌های فدائیان اسلام شرکت می‌کرد.
پس از اعدام نواب صفوی، تحت تعقیب مأموران رژیم شاه قرار گرفت و پس از دستگیری به ۸ سال زندان محکوم گردید که ۴ سال آن را در زندان برازجان گذراند و در نهایت در سال ۱۳۴۲ از زندان آزاد شد.
وی پس از آزادی ازدواج کرد و در زمان اوج مبارزات مردم علیه رژیم پهلوی به خیل مبارزان پیوست. پس از پیروزی انقلاب اسلامی، علی‌رغم سابقه طولانی مبارزاتی، از پذیرفتن مسؤولیت‌های دولتی خودداری کرد.
او صاحب ۳ فرزند پسر و یک دختر است. منزل او در محله گل سنگ نیاوران است. فرزندان پسر او از فعالان بزرگ اقتصادی در ایران هستند.

## ترور حسین فاطمی
ترور ناموفق حسین فاطمی، مدیر روزنامه باختر امروز و وزیر خارجه محمد مصدق، به دست محمدمهدی عبدخدایی، در بیست‌وپنجم بهمن ۱۳۳۰ بر سر مزار محمد مسعود، روزنامه‌نگار، در گورستان ظهیرالدوله در خیابان دربند و در مراسم پنجمین سالگرد ترور محمد مسعود انجام شد.
فدائیان اسلام بر این باور بودند که سیدحسین فاطمی وزیر امور خارجه مصدق، در دور کردن دولت ملی از دین و آیین نقش اساسی دارد و علت سختگیری بر فدائیان اسلام و نواب صفوی که زندانی بود، اوست.

عبدخدایی جریان ترور را این‌گونه شرح می‌دهد:
«قرار شد در این کار آقای گل دوست هم برای خبر بردن همراه من، باشد. من فقط یک اسلحه داشتم. همراه آقای گل دوست با اتوبوس آمدیم تا شمیران و از شمیران هم رفتیم دربند، سر قبر ظهیرالدوله. آقای نیک پور نائینی همراه دکتر فاطمی بود. جمله‌ای که آقای دکتر فاطمی داشت می‌گفت هنوز هم در ذهنم است. داشت می‌گفت: ان گلوله‌ای که مسعود را کشت، مغز رزم‌آرا را متلاشی کرد و … در همان حال من آمدم بالای قبر مسعود ایستادم. دسته گلی روی قبر مسعود گذاشته بودند. نیک پور نائینی به من گفت: بچه بیا پائین. من آمدم پائین. آرام، اسلحه را کشیدم و به طرف دکتر فاطمی گرفتم ماشه را چکاندم و صدای آخ را شنیدم. فاصله من با دکتر فاطمی حدود یک متر و خورده‌ای بود. این ماجرا در ۲۶ بهمن سال ۱۳۳۰ ساعت ۳ یا ۳۰/۳ بعدازظهر اتفاق افتاد.»
«فقط یک گلوله شلیک کردم و اسلحه را انداختم زمین و آمدم کنار. جمعیت، از هم پاشید، از صدای گلوله، یک عده فرار کردند و من ناظر جریان بودم. همان لحظه کسی هم نیامد مرا دستگیر کند. شاید، کسی باورش نمی‌شد بچه‌ای که هنوز توی صورتش حتی یک مو در نیامده چنین کاری بکند. جگرکی بود توی تجریش به اسم عباس گودرزی- که چندی قبل فوت کرد- وقتی دید اسلحه روی قبر محمد مسعود افتاده خم شد که اسلحه را بردارد، در همان وضعیت بود که مردم ریختند سر او. او را دو روز بازداشت کردند. درحالی که مردم داشتند او را می‌زدند من شروع کردم به تکبیر گفتن. جمعیت برگشت به سمت من و شروع به زدن من کردند.
من فریاد می‌زدم: الله اکبر، الله‌اکبر، الاسلام یعلو و لایعلی علیه. وقتی من این شعارها را دادم آنهایی که سر قبر مسعود بودند، متوجه شدند که این تیراندازی از طرف من بود، آن‌ها مرا کتک می‌زدند؛ و من الله‌اکبر می‌گفتم. از دماغ من خیلی خون آمد تا پاسبان‌ها ریختند و مرا روی دست بلند کردند و مرا از توی جمعیت بیرون کشیدند تا ببرند کلانتری شمیران.»
عبدخدایی پس از ترور به زندان افتاد تا آن که در مهر ۱۳۳۲ آزاد گردید.

## تناقضات گفتاری
او پس از سال‌ها در مورد ترور حسین فاطمی می‌گوید:
امروز ۵۷ سال از آن روزها گذشته و من هم پیرمرد ۷۲ ساله‌ای هستم که امروز و فردا با دارفانی وداع می‌کنم. من امروز حالتی عرفانی پیدا کرده‌ام و دیگر حاضر نیستم حتی یک مگس را بکشم. من دیگر آن نوجوان پراحساس پرشور نیستم. نمی‌توان یک آدم ۱۵ ساله را با یک فرد ۷۲ ساله مقایسه کرد. اگر دکتر فاطمی کشته شده بود مانند بسیاری دیگر در تاریخ فراموش می‌شد، همان‌طور که نسل امروز آقای حجاریان را نمی‌شناسد. اما احساس شخصی من این است که خوشحالم دکتر فاطمی کشته نشد، ماند و با عزت مرد. آن اولین و آخرین‌باری بود که من سلاح دست گرفتم.
همچنین در مصاحبه با روزنامه شرق دربارهٔ تکرار این اقدام در بازگشت به گذشته می‌گوید:
ببینید، هر عملی را باید در ظرف زمانی خود سنجید، با توجه به تجربیاتی که دارم می‌توانم بگویم نسبت به گذشته پشیمان نیستم، من روزی با چشمان خود دیدم رزم‌آرا پشت تریبون ملت قرار گرفت و با صراحت هرچه‌تمام‌تر گفت، مردم ایران عرضه ساختن یک «لولهنگ» را ندارند، اما امروز محمدجواد ظریف با شش کشور دنیا رودررو نشسته و برای احقاق حق ما مقابله می‌کند.
اما پس از چندی وی در برنامه تلویزیونی هزار و یک شب که در تاریخ شانزدهم آبانماه ۱۳۹۱ از شبکه چهار صدا و سیمای جمهوری اسلامی ایران پخش گردید مدعی شد که اساساً گلوله‌ای به بدن دکتر فاطمی اصابت نکرده و ایشان در طول مدتی که در بیمارستان بستری بوده در مواجهه با پزشکان اقدام به تمارض می‌نموده است و گلوله در حقیقت به کیف دستی دکتر فاطمی برخود نموده و هرگز او را مصدوم نکرده بود.

در جایی دیگر وی بیان کرد که:
«اگر دوباره به گذشته برگردم حسین فاطمی را ترور می‌کنم.»
دلیل او و همفکرانش برای این ترور این بود که فاطمی را رابط بین شاه و مصدق می‌دانستند. عبدخدایی بر این باور است که با ترور فاطمی این رابطه به هم ریخت و فاطمی قصد داشت که در کابینه دوم مصدق وزیر دفاع شود که با ترور او برنامه منتفی شد.

## خاطرات
خاطرات او در کتابی با عنوان «خاطرات محمدمهدی عبدخدایی: مروری بر تاریخچه فدائیان اسلام» گرد آمده است.
«من شاگرد حاج کاظم باقرزاده خرسندی بودم و روزی سه تومن می‌گرفتم. روزی دیدم که اصغر شالچی در مغازه آمد و به من گفت که بیا با شما کاری دارم. من هم رفتم از بازار عباس‌آباد گذشتم. یک دفعه دیدم که از میدان خیام فعلی سر درآوردیم و در همان منزلی که جلسه مخفی فدائیان اسلام بود رفتیم. آنجا سید عبدالحسین واحدی بود. گفت دیدی چه کردند. حاضری شهید شوی و مردانه به میدان بروی؟ گفتم بله. گفت رابط بین دکتر مصدق و دربار دکتر فاطمی است. او قصد جان نواب صفوی را کرده است. ما اجازه نمی‌دهیم که کسی قصد جان رهبر فدائیان را بکند.»

## آخرین درخواست نواب صفوی
محسن مبصر رئیس شهربانی کل کشور، در مورد نواب صفوی که به اعدام محکوم و روزهای آخر زندان خود را می‌گذراند اینگونه می‌گوید که «وی روزی به من گفت تقاضایی دارم، و می‌دانید آخرین تقاضای یک محکوم به اعدام بایستی پذیرفته شود». او گفت: «می‌خواهم آخرین روزهای عمر خود را با زندانی دیگری به نام محمد مهدی عبد خدایی بگذرانم». مبصر می‌گوید: من آن‌گاه متوجه شدم که منظور او چیست. آن زندانی که نواب می‌گفت یک نوجوان عضو فداییان اسلام بود و نواب درصدد انجام عمل کثیف لواط با وی بود. معهذا با مقامات این مهم را در جریان گذاشتم و موافقت شد. ولی در طول دوهفته ای که این دو باهم بودند، ترتیبی دادیم که هم صدا و هم تصاویر مشمئز کننده اعمالی که این دونفر باهم انجام می‌دهند ضبط و نگهداری شود. سرلشکر مبصر که وظیفه نظم عمومی را برعهده داشت و ترور افرادی چون عبدالحسین هژیر، حاجعلی رزم آرا، حسین علاء و احمد کسروی همگی بر ناتوانی شهربانی صحه می گذاشت از نواب صفوی کینه وصف ناپذیری داشت و از طرفی نواب صفوی چهره محبوبی بین مردم و مبارزین بود و توانسته بود وابستگان فکری به غرب و شرق را در خوف و ترس عجیبی فرو برد  برای همین در خاطراتش این تهمت را به نواب صفوی وارد نمود لیکن هیچوقت اظهارات او توسط شهربانی یا ساواک تأیید نشد. حتی بعد از آزادی محمد مهدی عبد خدایی و شروع مجدد مبارزات او، ساواک هیچوقت چنین مدارکی را ارائه نکرد.

## مطالب وابسته
- جمعیت فدائیان اسلام
- حسین فاطمی
- سید عبدالحسین واحدی
- سید مجتبی میرلوحی